# Raiffeisen Arena (Linz)
La Raiffeisen Arena, nota anche come Oberösterreich Arena, è uno stadio calcistico situato a Linz, in Austria.
Inaugurato il 24 febbraio 2023, ha sostituito il vecchio Linzer Stadion costruito nel 1952 che sorgeva nello stesso sito ed è stato demolito. Ospita le partite casalinghe del LASK Linz.
Ha 19.080 posti a sedere, numero che è un riferimento all'anno di fondazione del club (1908), che scendono a 17.117 per le partite internazionali. È classificato come categoria 4 UEFA.

## Storia
Il 22 luglio 2020 il LASK ha presentato il progetto per la costruzione del nuovo stadio, sotto la direzione dell'architetto Harald Fux, senza la pista d'atletica che sarebbe ricaduto nella categoria 4 UEFA potendo quindi ospitare partite internazionali e la finale della ÖFB-Cup. Il progetto comprendeva all'interno dello stadio anche un fan village, un fan shop e un ristorante ed era ad emissioni zero. Lo sponsor principale è stata la banca Raiffeisenlandesbank Oberösterreich, che ha dato il nome allo stadio.
La costruzione dello stadio iniziò il 9 ottobre 2021, ritardata di qualche mese a causa di problemi di finanziamento. L'inaugurazione è avvenuta il 17 febbraio 2023 con un test match della squadra femminile del LASK. La prima partita maschile si è giocata il 24 febbraio quando il LASK ha battuto 1-0 l'Austria Lustenau in Bundesliga davanti a 12.000 spettatori grazie a un rigore di Marin Ljubičić.
Il 24 e 27 marzo lo stadio ospiterà due partite della nazionale austriaca contro l'Azerbaigian e Estonia nelle qualificazioni a EURO 2024.